# 5. svibnja u Drugom svjetskom ratu
Drugi svjetski rat po nadnevcima: 5. svibnja u Drugom svjetskom ratu.

### 1945.
- Britanske i kanadske snage oslobodile Nizozemsku i Dansku od nacističke okupacije.
- Pobuna protiv nacizma u Pragu.